# MASSIVE
MASSIVE是一套軟體，用於製作電影中出現的戰爭場面。由史蒂芬·瑞吉勒斯獨立編寫。

## 歷史
當《魔戒電影三部曲》開始製作時，彼得·傑克森要求史蒂芬·瑞吉勒斯作出一個供《魔戒》使用的軟體，於是史蒂芬便加入《魔戒》劇組，花了兩年時間來編寫這個軟體，每星期工作五十個小時或以上。
MASSIVE能讓數千個由動作捕捉技術製造出來的虛擬士兵在戰場上以人工智慧行動，如射箭、持劍攻擊、投擲長矛等，也會流血、奔逃，如果它們是屬於精靈的話就要和半獸人戰鬥，反之亦然。MASSIVE能夠賦予這些數位角色情感，史蒂芬·瑞吉勒斯說：「我們永遠都不知道這些傢伙最後會作出什麼樣的反應！」，像在早期的預演時有的數位角色因找不到敵人或受重傷而往戰場邊緣逃跑。
MASSIVE歷經不斷改進逐漸成形，《魔戒》電影裡最後聯盟戰役、聖盔谷之戰等大場面中出現的千軍萬馬都是由MASSIVE營造的，每個虛擬士兵的動作都栩栩如生。
在《魔戒》之後，其他一些特效公司買了MASSIVE的版權（史蒂芬曾表示一套MASSIVE的版權要18000美元），不少特效大片都曾運用過MASSIVE。如電影《納尼亞傳奇：獅子·女巫·魔衣櫥》的特效團隊就運用MASSIVE來創造片裡貝路納之役背景的虛擬大軍。

## 外部連結
- 官方网站（英文）
- 維塔數位官網 （页面存档备份，存于）（英文）
- 访Massive编写者Stephen Regelous （页面存档备份，存于）